# Picaflor de los Andes
Víctor Alberto Gil Mallma (El Tambo, Huancayo, 8 de abril de 1928-La Oroya 14 de julio de 1975), conocido artísticamente como el Picaflor de los Andes, fue un cantante peruano de música folclórica.
Es también conocido por su canto y música en los departamentos Junín y la población andina asentada en Lima. Las letras de su canción El obrero sirvió para estudio sociológico, realizado por el científico social ya desaparecido, Alberto Flores Galindo.
Vendió aproximadamente 80 mil discos de “Corazón Mañoso”. En 1960 obtuvo el carné de artista, expedida por la Casa de la Cultura, con el tratamiento artístico de "Picaflor de Los Andes", y se presentó en el escenario del Coliseo Nacional de Lima (distrito de La Victoria).[cita requerida]

## Biografía
José María Arguedas escribe un corto apunte sobre la biografía de Víctor Alberto Gil Mallma en el diario El Comercio de fecha 30/6/1968:

"... el Picaflor tuvo una infancia y junventud atormentadas; nació en Huancayo. Gil Mallma trabajó y luchó desde la infancia en las ciudades capitales, en minas y campos de ambas zonas; como chofer ha recorrido las carreteras y pueblos por las que Huancayo reciben y envían mercadería, por donde se van y vuelven los inmigrantes".
abstracción de: "Los Coliseos - De lo mágico a lo popular, del vínculo local al nacional", Arguedas, José María (1968)

La vestimenta que lo caracterizaba fue de huanca y sombrero, interpretaba huaynos y mulizas, especialmente el Huaylasrh.
Alberto Flores Galindo escribe en su trabajo de tesis, luego convertido en un libro especializado en el área de sociología en el año 1974, dónde confirma a través de las letras de la canción El Obrero realizada por el Víctor Alberto Gil Mallma, los maltratos, explotación y hasta la muerte que recibieron los mineros de Cerro de Pasco, Morococha, La Oroya, etc. entre los años 1900 y 1930.

"En un reciente disco, el cantante Picaflor de los andes, recita unos versos en lo que hace referencia a los campamentos mineros como "caminos y parajes que sangran con el recuerdo de vivir". Y definiendo el trabajo del minero: "pitos y campanas que anuncian un epitafio. Nuestras vidas por el progreso". (Picaflor de los Andes, El Obrero, Philips, Nro. 6350 010).".
abstracción de: "Los mineros de la Cerro de Pasco 1900 - 1930", Flores Galindo, Alberto (1974)

### Los Coliseos
En el Perú la palabra "coliseo" nombra a locales abiertos o techados de carpas de circo, en los que ofrecen programas de danzas y músicas folklóricas andinas especialmente los días domingos, éstos coliseos se extendieron en Lima, acogiendo campesinos, al criollo de barriada y otros. El Picaflor de los Andes, cantó esta música del centro en los coliseos acompañado siempre por orquestas típicas. Ha logrado identificar al agricultor, minero, chofer y músico con sus huaynos en diversos motivos costumbristas del calendario agrícola y de las fiestas patronales y religiosas.
Víctor finalmete murió el 14 de julio de 1975, en el distrito de La Oroya por una mielitis e infarto agudo de miocardio, éste máximo exponente de la música vernacular peruana en plena gira por el Perú. A su entierro asistieron más de 100 mil personas, tenía solamente 47 años.

## Discografía
Grabó un centenar de discos sencillos y 12 de larga duración, para el "Sello El Virrey". Póstumamente se editó un álbum doble con lo mejor de su discográfica. En la actualidad muchas de sus canciones, ya sean de su autoría o ejecutadas en su voz, son recreadas por numerosos cantantes como un homenaje a su gran valía.
Sus producciones son:
- Aguas del Río Rímac (Virrey - 1972)
- El Genio del Huaytapallana (Philips - 1973)
- El Obrero (Philips)
- Por las Rutas del Recuerdo (Philips)
- Un Paso más en la Vida (Philips -1975)
- Un Pasajero en El Camino (Philips)
- Santísima Virgen de Cocharcas (Philips)
- Yo soy huancaíno (Virrey)
- Sangre Huanca (Philips)
- Picaflor de los Andes y su Conjunto (Virrey)
- El Proletario (Philips)
- Siempre Huancayo (Philips)
- Bodas de Plata - Canciones de Oro (Recopilatorio Álbum Doble) (Philips 1975)

## Canciones en Quechua Wanka
- Yo soy huancaíno (parcial)
- Yana poncho (completo)
- Kasarakushun (completo)
- Siempre viva (parcial)
- ya él ya yo  (completo)